# Gabriel Poix
Gabriel Poix, francoski veslač, * 8. november 1888, Pariz † 23. januar 1946, Nogent-sur-Marne. 
Poix je na Olimpijskih igrah za Francijo prvič nastopil na Poletnih olimpijskih igrah 1912. Takrat je veslal za klub Société Nautique de Bayonne v četvercu s krmarjem široke gradnje.  
Osem let kasneje je na Poletnih olimpijskih igrah 1920 v Antwerpnu za Francijo osvojil srebrno medaljo kot veslač dvojca s krmarjem. 